# 1-й гвардейский истребительный авиационный полк
1-й гвардейский истребительный авиационный Красногвардейский Краснознамённый орденов Ленина и Кутузова полк имени 50-летия СССР (1-й гв. иап) — воинская часть Военно-Воздушных сил (ВВС) Вооружённых Сил РККА, принимавшая участие в боевых действиях Великой Отечественной войны.

## Наименования полка
За весь период своего существования полк несколько раз менял своё наименование:
- 29-й истребительный авиационный полк;
- 29-й истребительный авиационный Краснознамённый полк;
- 29-й истребительный авиационный ордена Ленина Краснознамённый полк;
- 1-й гвардейский истребительный авиационный ордена Ленина, Краснознамённый полк;
- 1-й гвардейский истребительный авиационный Красногвардейский Краснознамённый ордена Ленина полк;
- 1-й гвардейский истребительный авиационный Красногвардейский Краснознамённый орденов Ленина и Кутузова полк;
- 1-й гвардейский истребительно-бомбардировочный авиационный Красногвардейский Краснознамённый орденов Ленина и Кутузова полк;
- 1-й гвардейский истребительно-бомбардировочный авиационный Красногвардейский Краснознамённый орденов Ленина и Кутузова полк имени 50-летия СССР;
- 1-й гвардейский авиационный Красногвардейский Краснознамённый орденов Ленина и Кутузова полк истребителей-бомбардировщиков имени 50-летия СССР;
- 1-й гвардейский авиационный инструкторский Красногвардейский Краснознамённый орденов Ленина и Кутузова полк истребителей-бомбардировщиков имени 50-летия СССР;
- 1-й гвардейский инструкторский бомбардировочный авиационный Красногвардейский Краснознамённый орденов Ленина и Кутузова полк имени 50-летия СССР;
- 1-й гвардейский бомбардировочный авиационный Красногвардейский Краснознамённый орденов Ленина и Кутузова полк имени 50-летия СССР;
- Войсковая часть (полевая почта) 49701.

## Образование полка и его боевой путь в годы войны
Полк образован 6 декабря 1941 года путём преобразования из 29-го истребительного авиационного ордена Ленина, Краснознамённого полка на основании приказа НКО СССР
1-й Гвардейский Красногвардейский дважды Краснознаменный орденов Ленина и Кутузова III степени бомбардировочный авиационный полк имени 50-летия образования СССР ведёт свою историю от 1-й Краснознаменной истребительной авиаэскадрильи, сформированной в годы Гражданской войны на базе 1-го и 3-го авиадивизионов. В период с 1925 по 1927 годы в 1-й эскадрилье проходил службу Валерий Павлович Чкалов, или как писали в документах того времени «работал летчиком». О якобы имевшем место пролёте Чкалова под мостом над рекой Невой в документах полка никаких данных не обнаружено.
В январе 1925 года за выдающиеся заслуги перед Родиной 1-й советской эскадрилье было присвоено почетное наименование «эскадрилья имени В. И. Ленина», а в честь 10-й годовщины РККА и ВМФ Постановлением ЦИК СССР 1-я авиаэскадрилья за боевые заслуги в годы Гражданской войны награждена орденом Красного Знамени.
Постановлением ВЦИК СССР от 10 апреля 1929 г. эскадрилья награждена Революционным Красным знаменем Центрального Исполнительного Комитета СССР, как знаком «призыва к постоянной готовности выступить на защиту завоеваний Социалистической революции».
Ещё в январе 1927 г. 1-я эскадрилья перестала считаться отдельной и, сохранив номер «1», вошла в состав 1-й авиабригады. В 1930 году на вооружение эскадрильи поступили первые серийные истребители отечественной конструкции И-2 и И-2бис, в январе — мае 1932 года истребители И-5. Через два года эскадрилья составом 31 истребителя И-5 перебазировалась на Дальний Восток. С февраля 1934 года вошла в состав 25-й авиабригады Особой Краснознаменной Дальневосточной армии с местом дислокации на станции Куйбышевка-Восточная (ныне г. Белогорск) Амурской области.
В 1939 году эскадрилья переучилась на истребители И-153 и И-16, и параллельно реорганизована в полк.
С началом Великой Отечественной войны Приказом НКО от 5 июля 1941 года полк по железной дороге перебазирован в Свердловск, а в середине июля на Северо-Западный фронт составом 42 самолётов (аэродром Домославль, а также Торжок и Будово). Началом боевых действий полка, согласно Историческому формуляру, является 13 июля 1941 г. С 13 июля по ноябрь 1941 г. летчики полка выполнили 4139 боевых вылетов, провели 385 воздушных боев, в которых было сбито 67 самолётов противника. Потери полка составили 17 самолётов, 13 летчиков, два техника.
Приказом Президиума Верховного Совета СССР от 9 ноября 1941 г. за отличную боевую работу в боях с германским фашизмом, за образцы мужества и героизма личного состава полка, в результате чего полк произвел 3200 боевых вылетов, а в воздушных боях было сбито 47 самолётов противника, полк награждён орденом Ленина.
2 февраля 1942 года на аэродроме Чкаловская в торжественной обстановке у самолётов полку было вручено Гвардейское Знамя. В феврале в Кремле состоялось вручение орденов летчикам и техникам полка, а командир полка подполковник Юдаков получил из рук М. И. Калинина орден Ленина — награду полка.
В июле 1942 года полк перевооружен истребителями Як-1. С июля по сентябрь 1942 года на Калининском фронте с аэродрома Сукромля принимал участие в Ржевско-Зубцовской наступательной операции. За этот период было произведено 1056 боевых вылетов, проведено 160 воздушных боев, в которых сбито 54 самолёта противника. Потери полка составили 15 (14 — боевые потери) самолётов и 10 летчиков.
С января по март 1943 года полк действовал на Волховском фронте. Произведен 461 боевой вылет, 30 воздушных боев, сбито 25 самолётов противника. Потери полка: самолётов — 21, 10 летчиков, 1 техник. В январе лётный состав успешно провел первые воздушные бои с Fw.190.
За содействие сухопутным войскам в освобождении г. Красногвардейск (Гатчина) приказом НКО от 4 мая 1943 г. полку присвоено почетное наименование «Красногвардейский».
С октября по декабрь 1943 года полк действовал в составе 7-й гвардейской ИАД 3-й ВА 1-го Прибалтийского фронта. За этот период выполнено 472 боевых вылета, 19 воздушных боев, сбит 31 самолёт противника (24 Fw.190, 1 Fw.189, 3 Ju.87, 2 Bf.109, 1 Hs.126), потеряно 11 своих самолётов и 8 летчиков.
С 22 июня по 14 сентября 1944 года полк в составе 7-й гвардейской ИАД 1-й ВА 1-го Белорусского фронта составом 45 самолётов Як-1 и 38 летчиков принимал участие в Витебско-Оршанско-Неманской наступательной операции (с аэродромов Микулино Смоленской области, Боровое Витебской области, Огородники Минской области, литовских аэродромов Алитус, Ораны, Поцуны, Стрельчишки). За время проведения операции выполнен 1041 боевой вылет, 24 воздушных боя, сбито 20 самолётов противника (14 Fw.190, 3 Bf.109, 3 Ju.87), ещё 1 Ju.88, 1 Fw.190, 1 Bf.109 уничтожены на аэродромах.
С 12 января по 27 февраля 1945 года полк в составе 7-й гвардейской ИАД 2-й ВА 1-го Украинского фронта составом 64 самолёта Як-3 и 45 летчиков принимал участие в Сандомирской наступательной операции. Выполнено 1188 боевых вылетов, проведено 24 воздушных боя, сбито 24 самолёта противника и 14 уничтожено на аэродромах. Потери полка: 2 самолёта и 2 летчика.
28 января 1945 года полк впервые перебазировался на территорию Германии — на аэродром Ельс.
В ходе Берлинской операции было выполнено 902 боевых вылета, проведено 18 воздушных боев, сбито 20 самолётов противника. Потери полка — 3 Як-3, 1 летчик. Всего в 1945 году потеряно 7 самолётов Як-3 (4 сбиты огнём зенитной артиллерии, 1 не вернулся с боевого задания, 2 сбиты в воздушных боях). В свою очередь летчиками полка в воздушных боях 1945 г. было уничтожено 44 самолёта противника: 1 Hs.126, 1 Не.111, 32 Fw.190, 5 Bf.109, 2 Ju.88, 1 Ju.87, 2 Ju.52. День Победы личный состав полка встретил на аэродроме Альтен.
За образцовое выполнение боевых заданий командования на фронте борьбы с немецкими захватчиками, за образцы смелости, мужества и героизма личного состава полк Указом Президиума Верховного Совета СССР от 26 мая 1945 года полк награждён орденом Кутузова III степени.
Всего за время войны было выполнено 11 508 боевых вылетов, в том числе: 2284 на разведку, 807 на штурмовку, 2343 на сопровождение, 5364 на прикрытие наземных войск, 662 на перехват самолётов противника, 48 на свободную охоту; проведен 891 воздушный бой, сбито 347 самолётов противника. Потери полка составили 113 самолётов, 52 летчика, 3 техника.

## Послевоенная история
17 мая 1945 г. полк перебазирован в Дрезден, затем 6 июня — на аэродрома Прага-Ружине, а в августе — в Венгрию. Первые послевоенные годы полк летал на истребителях Як-3, затем началось комплектование истребителями Як-9 и Як-11.
Реактивная эра полка на МиГ-15 открыта 22 августа 1950 г. К концу года на МиГ-15 по уровню подготовки в составе пары и звена были готовы 44 летчика. На следующий год проведено первое крупное ЛТУ полка. С сентября 1949 г. по июнь 1950 г. полк работал на аэродроме Папа (Венгрия).
С 1952 — базирование на аэродроме Веспрем, с 1960 г. — на аэр. Кунмадараш, где оставался до самого своего вывода из ЮГВ в 1991 г.
В период с 23 октября по 10 ноября 1956 г. 1-й гвардейский иап принимал участие в «подавлении контрреволюционного мятежа в Венгрии». В августе-октябре 1968 года в рамках операции «Дунай» полк временно был передислоцирован на территорию Чехословакии, где всё это время находится в боевой готовности.
Освоение истребителя-бомбардировщика Су-7Б в 1-м гв. апиб началось в 1962 г.
25 декабря 1959 года преобразован в 1-й гвардейский авиационный Красногвардейский ордена Ленина, Краснознамённый, ордена Кутузова полк истребителей-бомбардировщиков.
Приказом Министра обороны СССР от 30 декабря 1972 г. в целях воспитания личного состава Советской Армии и ВМФ на боевых традициях лучших частей и в ознаменование 50-летия образования СССР полку присвоено наименование «Имени Пятидесятилетия СССР». К 15 июля 1977 года полк в полном составе переучен на самолёт Су-17М2.
В 1989 г. согласно директиве ГК ВВС полк перевооружен с Су-17М2 на МиГ-27Д, в парк полка поступили также учебные самолёты МиГ-23уб. В апреле 1991 года 1 гв. апиб впервые после окончания Великой Отечественной войны был перебазирован в СССР на аэродром Качинского ВВАУЛ Лебяжье, где работал до самого последнего дня. 
В марте 1992 г. была подписана директива ГШ ВВС о переформировании полка в бомбардировочный в составе трех эскадрилий самолётов Су-24. С 1 сентября 1993 г. полк перешёл на двухэскадрильный состав. В 1994–1997 гг. на базе полка проводилось обучение и выпуск летчиков-слушателей после окончания военных авиационных училищ. Освоение Су-24 затянулось до 1995 г. 
С января 1993 по август 1997 г. полк считался бомбардировочным (учебным) и входил в состав Борисоглебского 1080-го учебного авиационного центра (подготовки летного состава) им. В. П. Чкалова ВВС Московского военного округа.
С февраля 1998 по июнь 2001 г. полк именовался «1-й гвардейский инструкторский бомбардировочный авиационный Красногвардейский ордена Ленина дважды Краснознаменный полк (учебный) им. 50-летия СССР» и входил в 105-ю смешанную авиадивизию Московского округа ВВС и ПВО. В июне 2001 г. полк вошёл в состав 5-й армии ВВС и ПВО.
Легендарный 1-й Гвардейский Красногвардейский дважды Краснознаменный орденов Ленина и Кутузова III степени бомбардировочный авиационный полк имени 50-летия образования СССР был расформирован в декабре 2009 года.
В 2002 году в связи с проводимой реформой Вооружённых Сил Российской Федерации полк был преобразован в 1-й гвардейский бомбардировочный авиационный Красногвардейский ордена Ленина, Краснознамённый, ордена Кутузова полк имени 50-летия СССР
1 декабря 2009 года полк был расформирован, войдя в состав 6970-й авиационной базы.

## В действующей армии
| И-153 | Як-9 | И-16 | Харрикейн |

В составе действующей армии:
- с 14 марта 1942 года по 15 октября 1942 года, всего — 214 дней
- с 23 ноября 1942 года по 29 апреля 1943 года, всего — 157 дней
- с 26 мая 1943 года по 19 августа 1943 года, всего — 85 дней
- с 16 октября 1943 года по 15 марта 1944 года, всего — 151 день
- с 20 июня 1944 года по 14 сентября 1944 года, всего — 77 дней
- с 14 ноября 1944 года по 11 мая 1945 года, всего — 178 дней,

Итого — 862 дня

## Командиры полка
- капитан, майор Шалимов Виктор Михайлович, с сентября 1938 года
- майор Лешко Дмитрий Константинович, с 15.06.1941 года по 14.07.1941 года
- майор, подполковник Юдаков Алексей Павлович, с 16.07.1941 года по 17.07.1941 года[3]
- майор Зотов Александр Иванович, (ВРИД) с 17.07.1941 года по 19.12.1941 года (?)
- майор Логинов Петр Трофимович, с 10.12.1942 года по 22.01.1943 года (погиб)
- майор Дзюба Иван Михайлович, (ВРИД) с 23.01.1943 года по 24.03.1943 года
- капитан, майор Кайнов Илья Игнатович, с 24.04.1943 года по 27.10.1944 года
- майор Зинов Владимир Иванович, (ВРИД) с 27.10.1944 года по 03.02.1945 года
- майор Малиновский Иван Антонович, с 03.02.1945 года по 30.12.1945 года[4]
- подполковник Сергов Алексей Иванович, с 1945 по 1947 годы
- полковник Мерквиладзе Гарри Александрович, с 1954 по 1957 годы[5]

## В составе соединений и объединений
| Период        | Фронт (округ)            | армия                | корпус                                | дивизия                                            | примечание                                                                                   |
| ------------- | ------------------------ | -------------------- | ------------------------------------- | -------------------------------------------------- | -------------------------------------------------------------------------------------------- |
| 09.12.1941 г. | Уральский военный округ  |                      |                                       | 17-й запасной авиационный полк                     | Переучивание на новый тип самолёта Харрикейн                                                 |
| 27.01.1942 г. | Московский военный округ | Резерв Ставки ВГК    |                                       | 2-я резервная авиационная бригада                  |                                                                                              |
| 14.03.1942 г. | Калининский фронт        |                      |                                       |                                                    | в непосредственном подчинении командующего ВВС фронта, Харрикейн                             |
| 15.05.1942 г. | Калининский фронт        | 3-я воздушная армия  |                                       | 211-я смешанная авиационная дивизия                |                                                                                              |
| 01.08.1942 г. | Калининский фронт        | 3-я воздушная армия  |                                       | 210-я истребительная авиационная дивизия           | Переучился на Як-1                                                                           |
| 05.11.1942 г. | Московский военный округ | Резерв Ставки ВГК    | 2-й истребительный авиационный корпус | 209-я истребительная авиационная дивизия           | На аэродроме авиазавода № 301 (г. Химки Московской обл.) получил и облетал истребители Як-7б |
| 23.11.1942 г. | Калининский фронт        | 3-я воздушная армия  | 2-й истребительный авиационный корпус | 209-я истребительная авиационная дивизия           | Як-7б                                                                                        |
| 31.12.1942 г. | Волховский фронт         | 14-я воздушная армия | 2-й истребительный авиационный корпус | 209-я истребительная авиационная дивизия           | Для участия в операции «Искра», Як-7б                                                        |
| 24.02.1943 г. | Калининский фронт        | 3-я воздушная армия  | 2-й истребительный авиационный корпус | 209-я истребительная авиационная дивизия           | Як-7б                                                                                        |
| 30.04.1943 г. | Резерв Ставки ВГК        |                      | 2-й истребительный авиационный корпус | 209-я истребительная авиационная дивизия           | пополнен самолётами Як-1                                                                     |
| 01.05.1943 г. | Резерв Ставки ВГК        |                      | 2-й истребительный авиационный корпус | 7-я гвардейская истребительная авиационная дивизия | 209-я истребительная авиационная дивизия преобразована в 7-ю гвардейскую                     |
| 26.05.1943 г. | Воронежский фронт        | 2-я воздушная армия  | 2-й истребительный авиационный корпус | 7-я гвардейская истребительная авиационная дивизия | Самолёты Як-1, Як-7б                                                                         |
| 28.06.1943 г. | Западный фронт           | 1-я воздушная армия  | 2-й истребительный авиационный корпус | 7-я гвардейская истребительная авиационная дивизия | Самолёты Як-1, Як-7б                                                                         |
| 28.07.1943 г. | Брянский фронт           | 15-я воздушная армия | 2-й истребительный авиационный корпус | 7-я гвардейская истребительная авиационная дивизия | Самолёты Як-1, Як-7б                                                                         |
| 20.08.1943 г. | Резерв Ставки ВГК        |                      | 2-й истребительный авиационный корпус | 7-я гвардейская истребительная авиационная дивизия | выведен на доукомплектование, полностью перевооружён на истребители Як-1б                    |
| 16.10.1943 г. | Калининский фронт        | 3-я воздушная армия  | 2-й истребительный авиационный корпус | 7-я гвардейская истребительная авиационная дивизия | Як-1                                                                                         |
| 20.10.1943 г. | Прибалтийский фронт      | 3-я воздушная армия  | 2-й истребительный авиационный корпус | 7-я гвардейская истребительная авиационная дивизия | Як-1                                                                                         |
| 16.03.1944 г. | Резерв Ставки ВГК        |                      | 2-й истребительный авиационный корпус | 7-я гвардейская истребительная авиационная дивизия | Як-1, одна эскадрилья перевооружена на Як-9Д                                                 |
| 20.06.1944 г. | 3-й Белорусский фронт    | 1-я воздушная армия  | 2-й истребительный авиационный корпус | 7-я гвардейская истребительная авиационная дивизия | Як-1, Як-9Д,                                                                                 |
| 14.09.1944 г. | Резерв Ставки ВГК        |                      | 2-й истребительный авиационный корпус | 7-я гвардейская истребительная авиационная дивизия | получил новые самолёты Як-3                                                                  |
| 14.11.1944 г. | 1-й Украинский фронт     | 2-я воздушная армия  | 2-й истребительный авиационный корпус | 7-я гвардейская истребительная авиационная дивизия | Як-3                                                                                         |
| 28.01.1945 г. | 1-й Украинский фронт     | 2-я воздушная армия  | 2-й истребительный авиационный корпус | 7-я гвардейская истребительная авиационная дивизия | аэродром Ельс, Германия, Як-3                                                                |
| 09.05.1945 г. | 1-й Украинский фронт     | 2-я воздушная армия  | 2-й истребительный авиационный корпус | 7-я гвардейская истребительная авиационная дивизия | аэродром Альтен, Германия, Як-3                                                              |
| 17.05.1945 г. | 1-й Украинский фронт     | 2-я воздушная армия  | 2-й истребительный авиационный корпус | 7-я гвардейская истребительная авиационная дивизия | аэродром Дрезден, Як-3                                                                       |
| 06.06.1945 г. | 1-й Украинский фронт     | 2-я воздушная армия  | 2-й истребительный авиационный корпус | 7-я гвардейская истребительная авиационная дивизия | аэродром Прага, Як-3                                                                         |

## Участие в операциях и битвах

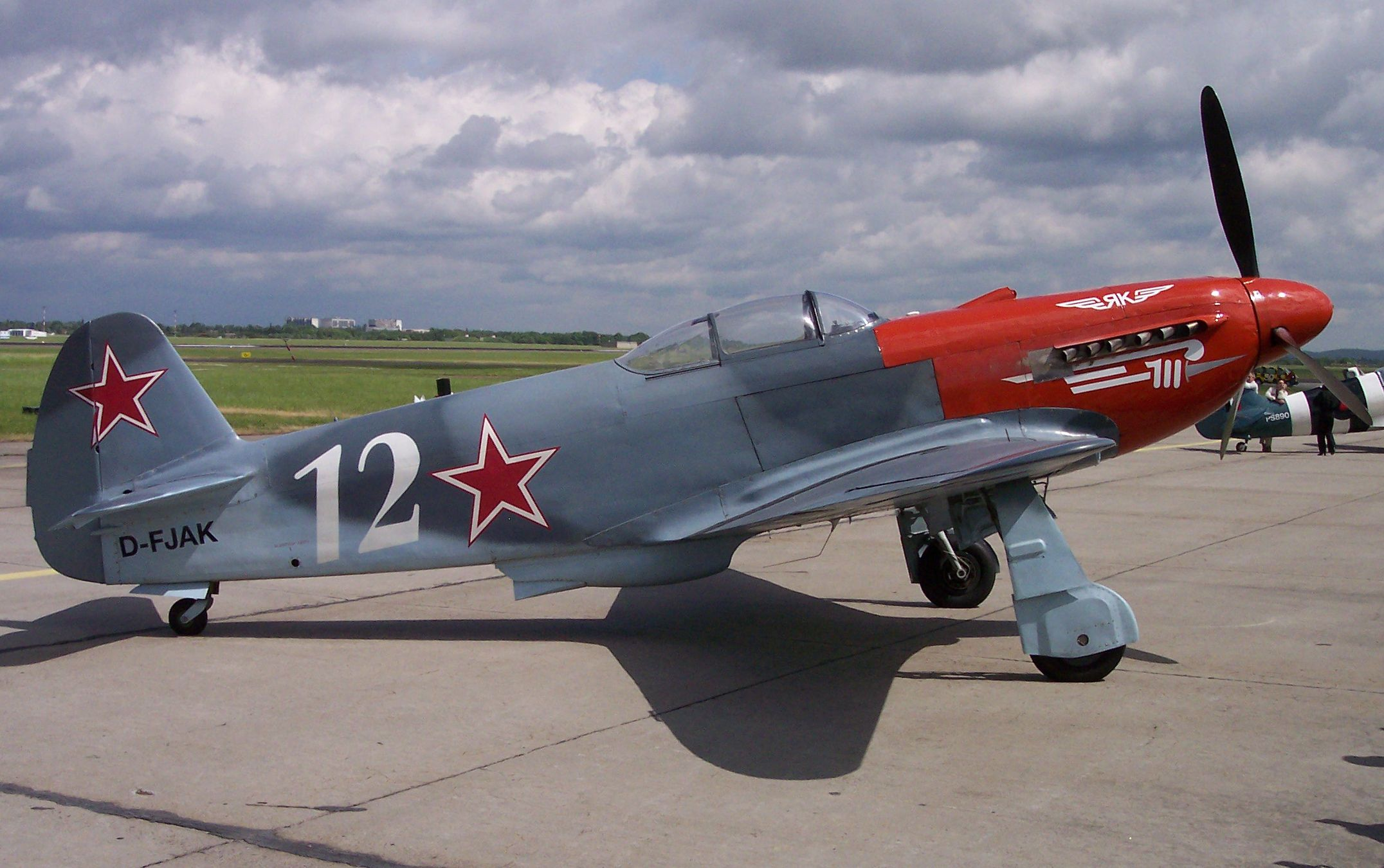
Як-3

- Операция «Искра» — с 12 января 1943 года по 30 января 1943 года
- Ржевская битва — с 8 января 1942 года по 31 марта 1943 года
- Ржевско-Вяземская операция (Операция «Бюффель») — с 1 марта 1943 года по 30 марта 1943 года
- Курская битва — с 5 июля 1943 года по 23 августа 1943 года
- Белгородско-Харьковская операция — c 3 августа 1943 года по 23 августа 1943 года
- Витебско-Оршанская операция — с 22 июня 1944 года по 28 июня 1944 года
- Белорусская наступательная операция «Багратион» — с 23 июня 1944 года по 29 августа 1944 года
- Сандомирско-Силезская операция — с 12 января 1945 года по 3 февраля 1945 года
- Нижнесилезская операция — с 8 февраля 1945 года по 24 февраля 1945 года
- Берлинская операция — с 16 апреля 1945 года по 8 мая 1945 года
- Пражская операция — с 5 мая 1945 года по 12 мая 1945 года

## Почётные наименования
- За показанные образцы мужества и геройства в борьбе против фашистских захватчиков и в целях дальнейшего закрепления памяти о героических подвигах сталинских соколов 4 мая 1943 года приказом НКО СССР 1-му гвардейскому истребительному авиационному ордена Ленина, Краснознамённому полку присвоено почётное наименование «Красногвардейский»[6]
- 30 декабря 1972 года в целях воспитания личного состава Советской Армии и ВМФ на боевых традициях лучших частей и в ознаменование 50-летия образования СССР Приказом Министра Обороны полку присвоено наименование «Имени 50-летия СССР»

## Награды
- 1-й гвардейский истребительный авиационный Красногвардейский ордена Ленина, Краснознамённый полк 26 мая 1945 года «За образцовое выполнение боевых заданий командования в боях при прорыве обороны немцев на реке Нейссе и овладении городами Котбус, Любен, Цоссен, Беелитц, Лукенвальде, Тройенбритцен, Цана, Мариенсфельде, Треббин, Рантсдорф, Дидерсдорф, Кельтов и проявленные при этом доблесть и мужество» указом Президиума Верховного Совета СССР награждён орденом Кутузова III степени[7]

## Отличившиеся воины полка
- Савицкий Евгений Яковлевич, капитан, помощник командира полка Указом Президиума Верховного Совета СССР 11 мая 1944 года удостоен звания Герой Советского Союза. Указом Президиума Верховного Совета СССР 5 июня 1945 года удостоен звания Дважды Герой Советского Союза.
- Дзюба Иван Михайлович, майор, командир полка Указом Президиума Верховного Совета СССР 21 июля 1942 года удостоен звания Герой Советского Союза.
- Гребенев Аркадий Дмитриевич, гвардии капитан, лётчик полка Указом Президиума Верховного Совета СССР 26 октября 1944 года удостоен звания Герой Советского Союза.
- Дранко Петр Александрович, гвардии капитан, военком 1-й эскадрильи Указом Президиума Верховного Совета СССР 2 сентября 1943 года удостоен звания Герой Советского Союза.
- Дудин Николай Максимович, младший политрук, военный комиссар эскадрильи Указом Президиума Верховного Совета СССР 21 октября 1941 года удостоен звания Герой Советского Союза.
- Забегайло Иван Игнатьевич, гвардии старший лейтенант, командир эскадрильи Указом Президиума Верховного Совета СССР 24 мая 1943 года удостоен звания Герой Советского Союза.
- Ищенко Василий Каленикович, капитан, командир эскадрильи Указом Президиума Верховного Совета СССР 27 июня 1945 года удостоен звания Герой Советского Союза.
- Лаухин Александр Кириллович, гвардии старший лейтенант, командир эскадрильи Указом Президиума Верховного Совета СССР 2 сентября 1943 года удостоен звания Герой Советского Союза.
- Мигунов Василий Васильевич, лейтенант, лётчик Указом Президиума Верховного Совета СССР 22 октября 1941 года удостоен звания Герой Советского Союза.
- Молодчинин Алексей Егорович, гвардии капитан, командир эскадрильи Указом Президиума Верховного Совета СССР 24 августа 1943 года удостоен звания Герой Советского Союза.
- Морозов Николай Николаевич, старший лейтенант, командир звена Указом Президиума Верховного Совета СССР 4 марта 1942 года удостоен звания Герой Советского Союза.
- Московенко Василий Иванович, гвардии старший лейтенант, командир звена Указом Президиума Верховного Совета СССР 27 июня 1945 года удостоен звания Герой Советского Союза.
- Муравицкий Лука Захарович, старший лейтенант, командир звена Указом Президиума Верховного Совета СССР 22 октября 1941 года удостоен звания Герой Советского Союза.
- Попов Александр Васильевич, младший лейтенант, лётчик Указом Президиума Верховного Совета СССР 22 октября 1941 года удостоен звания Герой Советского Союза. Посмертно.
- Сенченко Владимир Петрович, гвардии капитан, штурман полка Указом Президиума Верховного Совета СССР 27 июня 1945 года удостоен звания Герой Советского Союза.
- Хитрин Василий Алексеевич, старший лейтенант, командир звена Указом Президиума Верховного Совета СССР 22 октября 1941 года удостоен звания Герой Советского Союза. Посмертно.

## Статистика боевых действий
Всего за годы Великой Отечественной войны полком:
| Выполнено боевых вылетов | Сбито самолётов в воздухе | Уничтожено самолётов всего |
| ------------------------ | ------------------------- | -------------------------- |
| 11 641                   | 347                       | 364                        |

Свои потери:
| Потеряно самолётов, всего | Погибло лётчиков в воздушных боях | Не вернулись с боевого задания |
| ------------------------- | --------------------------------- | ------------------------------ |
| 135                       | 29                                | 28                             |

## Послевоенная история подчинения полка
| Период        | Объединение                            | армия                | корпус                                | дивизия | примечание |
| ------------- | -------------------------------------- | -------------------- | ------------------------------------- | --- | --- |
| 01.08.1945 г. | Центральная группа войск               | 2-я воздушная армия  | 2-й истребительный авиационный корпус | 7-я гвардейская истребительная авиационная дивизия                                                         | Як-3, базирование: Венгрия |
| 31.12.1945 г. | Центральная группа войск               | 2-я воздушная армия  | 2-й истребительный авиационный корпус | 11-я гвардейская истребительная авиационная дивизия                                                        | расформирована 7-я гвардейская истребительная авиационная дивизия                                                                         |
| 23.04.1950 г. | Центральная группа войск               | 2-я воздушная армия  | 2-й истребительный авиационный корпус | 11-я гвардейская истребительная авиационная дивизия                                                        | переучивание на новый самолёт МиГ-15 н абазе Ленинградского военного округа, утц «Кречевицы»                                              |
| 23.10.1956 г. | Центральная группа войск               |                      |                                       | | участие до 10.11.1956 г. в подавлении контрреволюционного мятежа в Венгрии (Венгерское восстание 1956 года). Выполнено 242 боевых вылета. |
| 31.12.1956 г. | Южная группа войск                     | 36-я воздушная армия |                                       | 195-я гвардейская истребительная авиационная дивизия (11-я гвардейская истребительная авиационная дивизия) | Венгрия, аэр. Кунмадараш, переучивание на МиГ-17 П, ПФ                                                                                    |
| 31.12.1959 г. | Южная группа войск                     | 36-я воздушная армия |                                       | 195-я гвардейская истребительная авиационная дивизия                                                       | Венгрия, аэр. Кунмадараш, полк преобразован в истребительно-бомбардировочный                                                              |
| 05.07.1960 г. | Южная группа войск                     | 36-я воздушная армия |                                       | 275-я истребительная авиационная дивизия                                                                   | Венгрия, аэр. Кунмадараш |
| 01.05.1961 г. | Южная группа войск                     | 36-я воздушная армия |                                       | | 1-й гвардейский отдельный апиб Венгрия, аэр. Кунмадараш                                                                                   |
| 21.08.1968 г. | Южная группа войск                     | 36-я воздушная армия |                                       | | Чехословакия, аэр. Намешт, полк принимал участие в Чехословацких событиях. Произвёл 162 боевых вылета                                     |
| 21.04.1991 г. | ВВС Северо-Кавказского военного округа |                      |                                       | 1070-й учебный авиационный центр переучивания летного состава                                              | Полк вошёл в состав ВВС России, перебазирован в Волгоградскую область, Лебяжье                                                            |
| 1994 г.       | ВВС Северо-Кавказского военного округа |                      |                                       | 105-я авиационная дивизия истребителей-бомбардировщиков                                                    | Волгоградская область, Лебяжье |
| 01.12.2009 г. |                                        |                      |                                       | | полк расформирован |

## Базирование полка[9]
| Период                                      | Аэродром базирования           |
| ------------------------------------------- | ------------------------------ |
| май 1945 года                               | Риза-Ганитц, Германия          |
| май 1945 года- август 1945 года             | Прага, Чехословакия            |
| август 1945 — декабрь 1945 года             | Кеньери, Венгрия               |
| декабрь 1945 — сентябрь 1949                | Веспрем, Венгрия               |
| сентябрь 1949 года — 01 июня 1960 года      | Папа, Венгрия                  |
| 01 июня 1960 года — июль 1952 года          | Тёкель, Венгрия                |
| июль 1952 года — июль 1960 года             | Веспрем, Венгрия               |
| июль 1960 года — 21 августа 1968 года       | Кунмадараш, Венгрия            |
| 21 августа 1968 года — 24 октября 1968 года | Намешть над Ославоу, ЧССР      |
| 24 октября 1968 года — 23 февраля 1983 года | Кунмадараш, Венгрия            |
| 23 февраля 1983 года — 4 ноября 1983 года   | Мезёкёвешд, Венгрия            |
| 4 ноября 1983 года — 22 апреля 1991 года    | Кунмадараш, Венгрия            |
| 22 апреля 1991 года — декабрь 2009 года     | Лебяжье, Волгоградская область |

## Самолёты на вооружении
| Период         | Самолёты       |
| -------------- | -------------- |
| 1938 — 1942    | И-153, И-16    |
| 1942 — 1942    | Харрикейн      |
| 1942 — 1943    | Як-1           |
| 1942 — 1944    | Як-7Б          |
| 1944 — 1950    | Як-3, Як-9Д    |
| 04.1950 — 1955 | МиГ-15         |
| 1955 — 1963    | МиГ-17 П, ПФ   |
| 1963 — 1976    | Су-7Б, Су-7 БМ |
| 1976 — 1989    | Су-17М2        |
| 1989 — 1992    | МиГ-27Д        |
| 1992-2009      | Су-24          |

## Книги об истории полка
- Дьяченко Г.Х. Наследники Нестерова. — Москва: Воениздат, 1963. — 172 с. с.